# Dianthus nardiformis
Dianthus nardiformis är en nejlikväxtart som beskrevs av Victor von Janka. Dianthus nardiformis ingår i släktet nejlikor, och familjen nejlikväxter. Inga underarter finns listade i Catalogue of Life.

## Bildgalleri

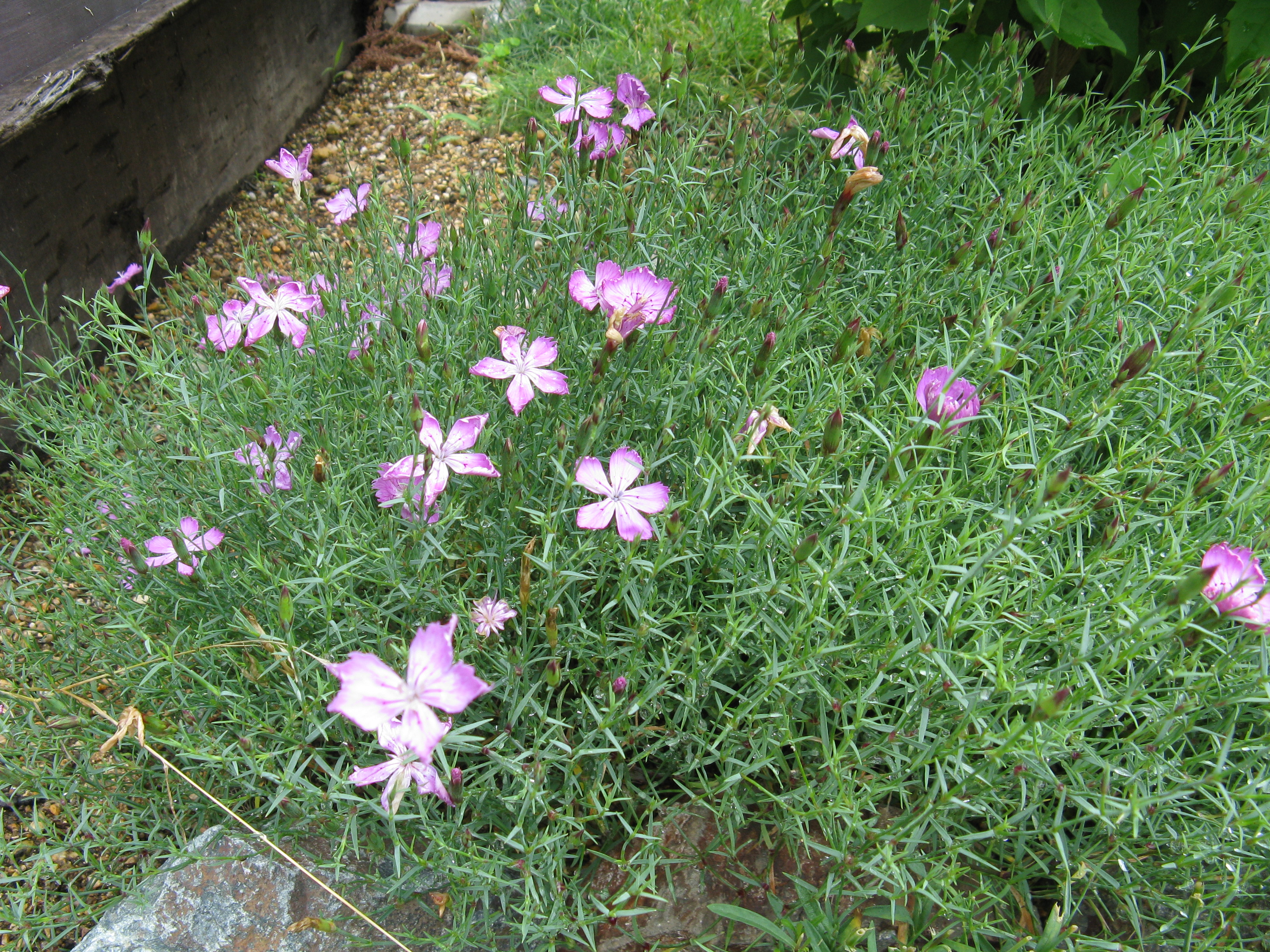
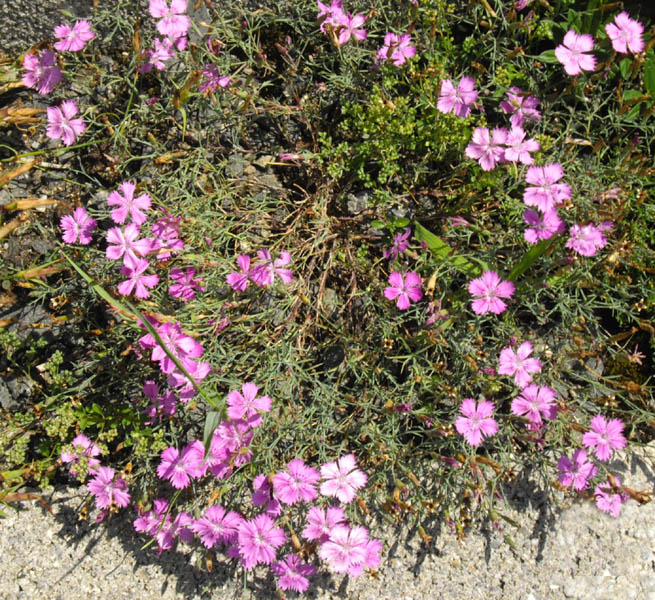
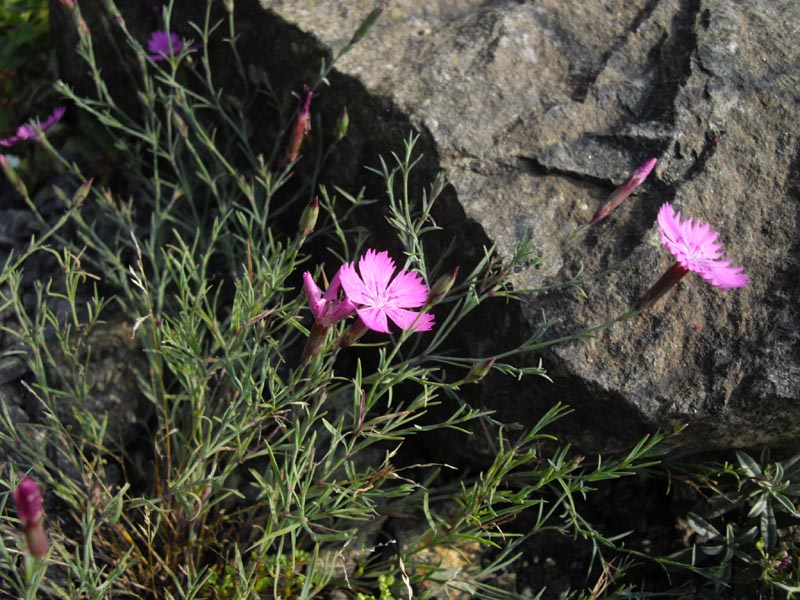
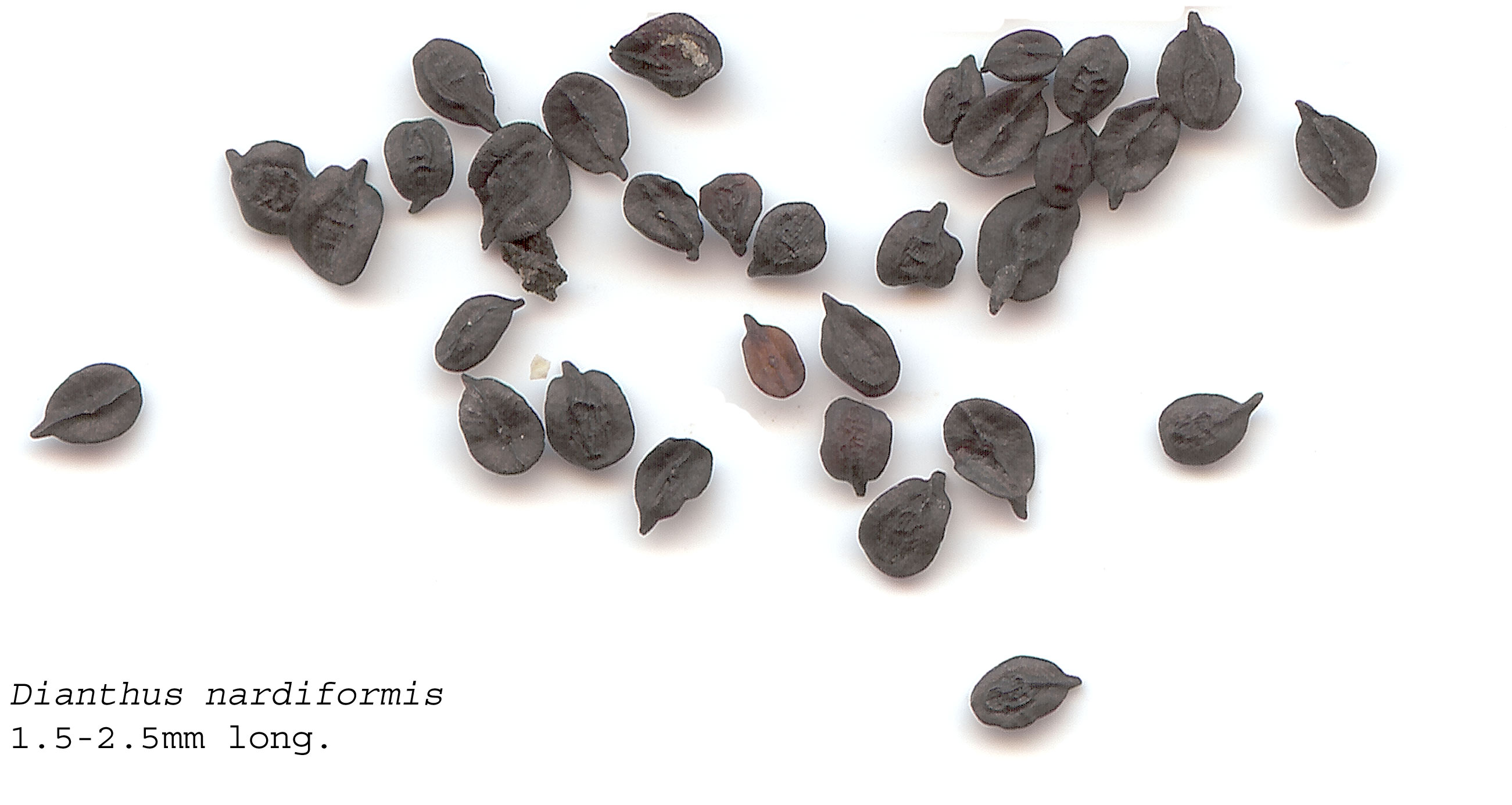